# Eersel (gemeente)

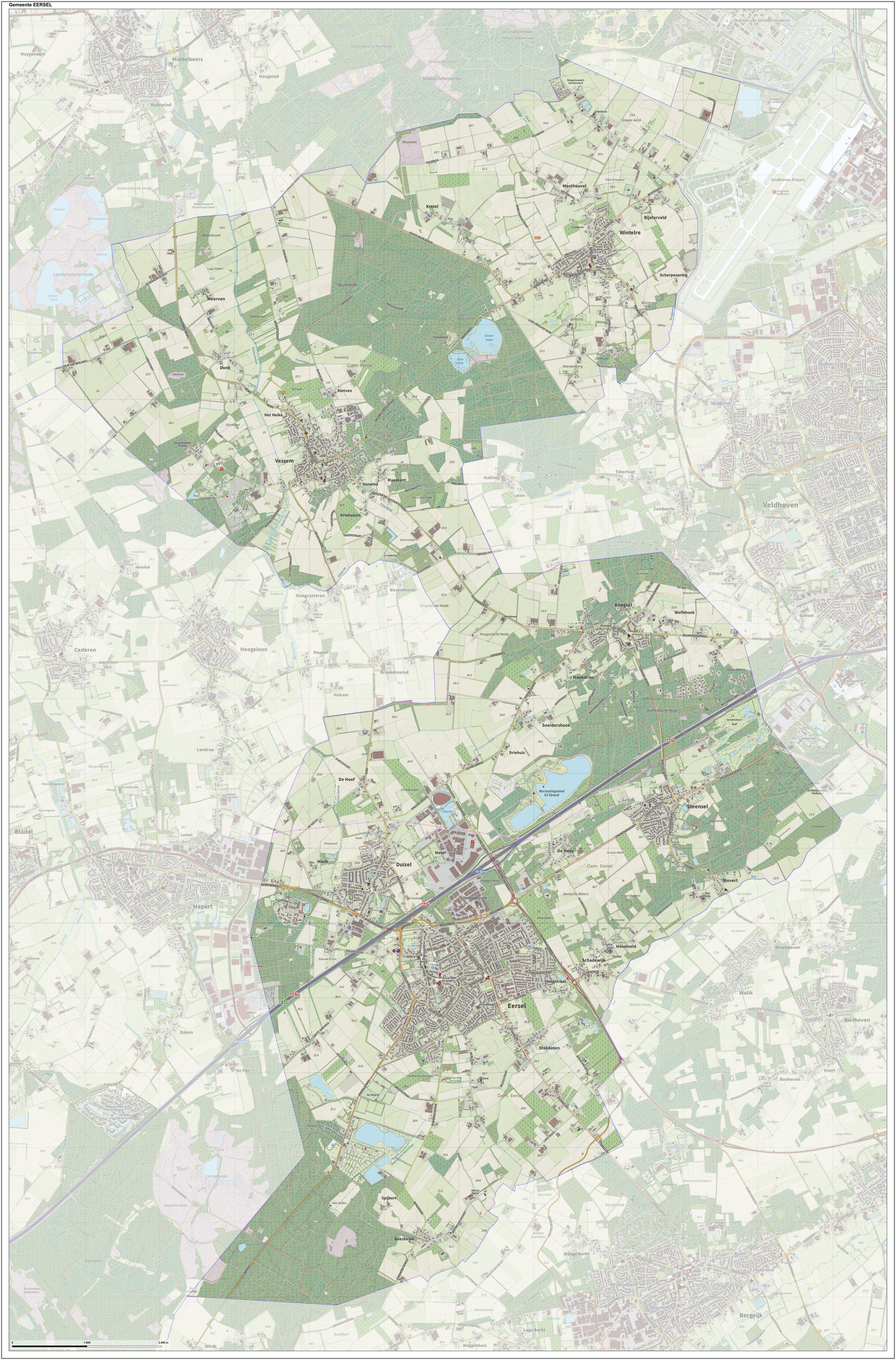
Topografische gemeentekaart van Eersel, september 2022

Eersel (uitspraakⓘ) (Brabants: Irsel) is een Nederlandse gemeente in de provincie Noord-Brabant, gelegen in de regio Kempen en in zijn geheel behorende tot de Acht Zaligheden. De gemeente telt 20.188 inwoners (1 januari 2024, bron: CBS) en heeft een oppervlakte van 83,33 km². De gemeente Eersel maakt deel uit van de Metropoolregio Eindhoven.

## Gemeente Eersel
De gemeente telt 20.188 inwoners (1 januari 2024, bron: CBS) en heeft een oppervlakte van 84,26 km² (waarvan 1 km² water). De gemeente Eersel maakt deel uit van de Metropoolregio Eindhoven en is gelegen in de Kempen.
De voormalige gemeente Duizel en Steensel werd in 1922 ingedeeld bij de gemeente Eersel. In 1997 werd in het kader van de gemeentelijke herindeling van Noord-Brabant de voormalige gemeente Vessem, Wintelre en Knegsel opgeheven en ingedeeld in de gemeente Eersel.
De gemeente Eersel wordt begrensd door de gemeenten Bergeijk, Bladel, Oirschot, Veldhoven en Eindhoven en is direct gelegen aan de A67 (rijksweg Venlo-Turnhout).

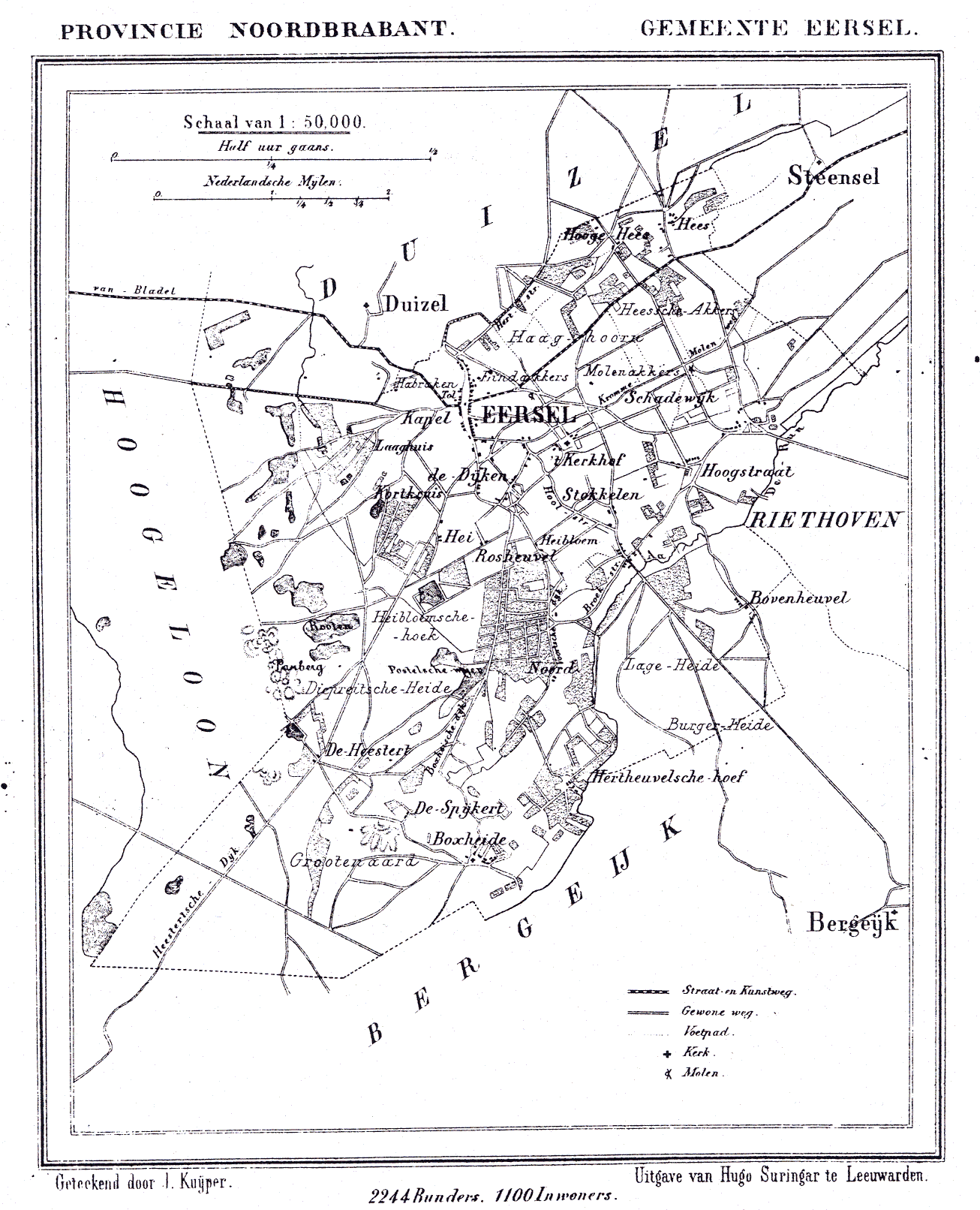
De gemeente Eersel (in 1866).
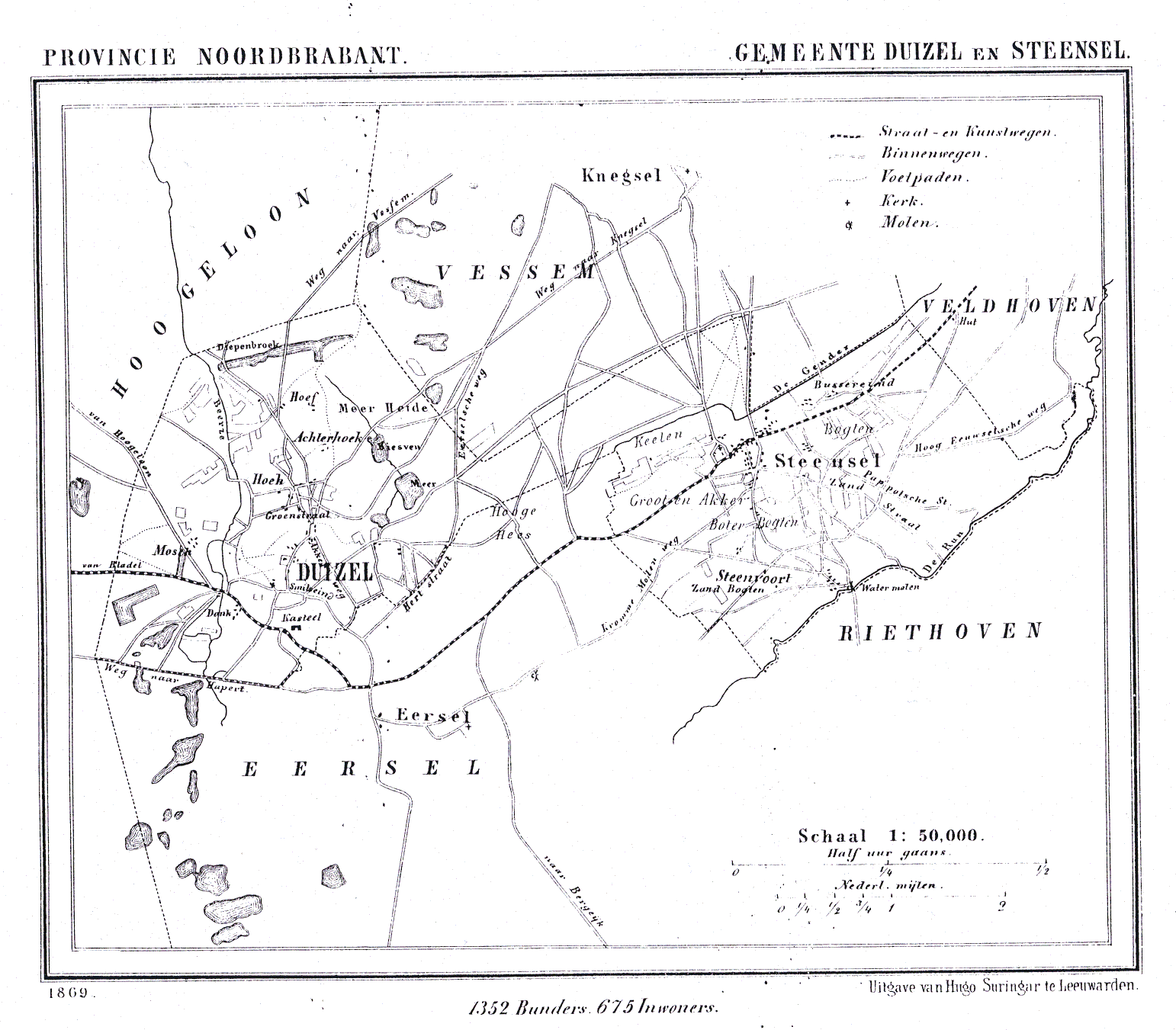
De voormalige gemeente Duizel en Steensel (in 1869).
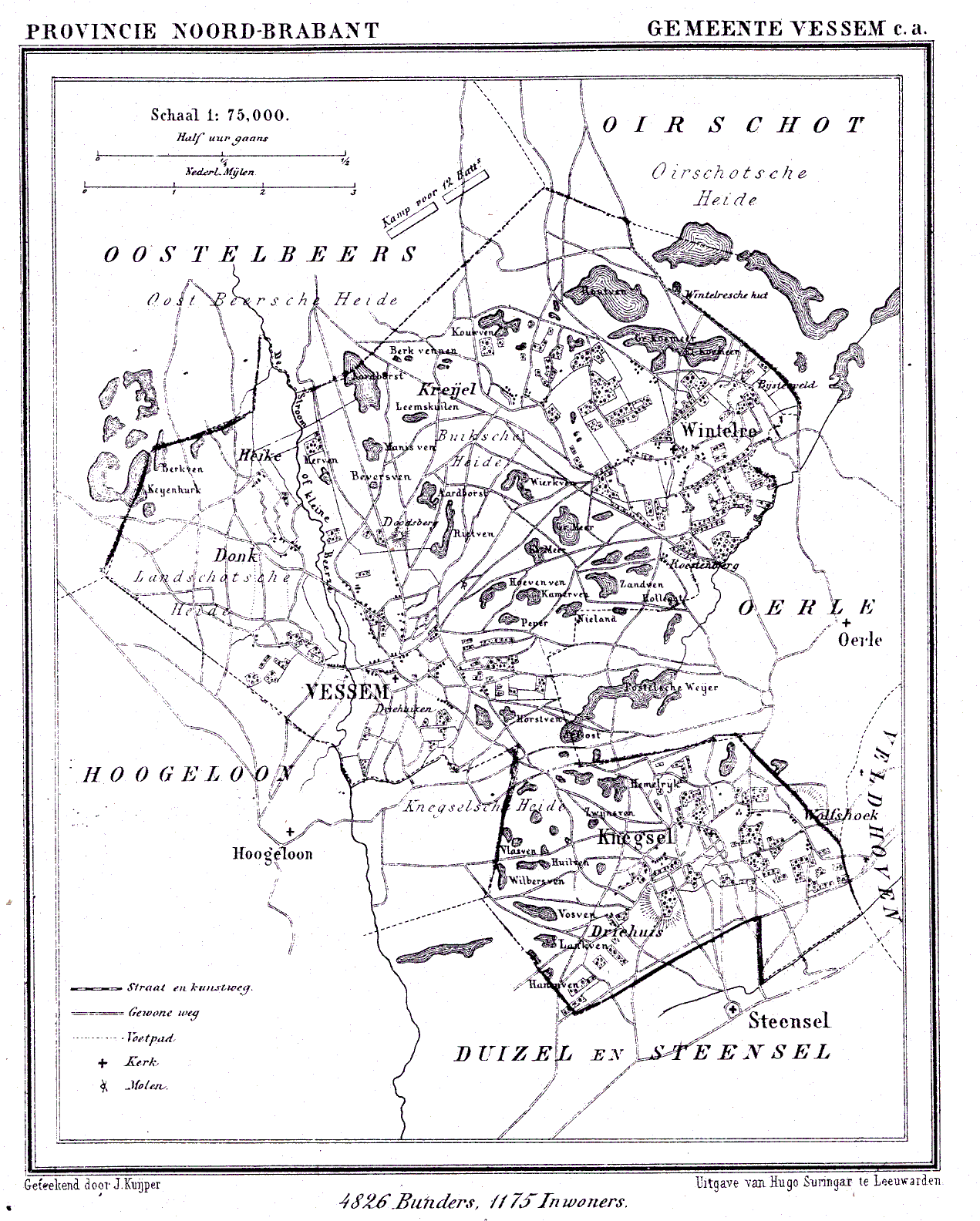
De voormalige gemeente Vessem, Wintelre en Knegsel (in 1867).

### De kernen
Eersel, Duizel, Knegsel, Steensel, Vessem en Wintelre.

### Partnergemeente
De partnergemeente van Eersel is de Franse gemeente Carquefou.

## Wapen en vlag
In 1988 kreeg Eersel bij Koninklijk Besluit een nieuw gemeentewapen. In datzelfde jaar kwam ook een nieuwe gemeentevlag. De vlag komt overeen met het kleine schild in het gemeentewapen.

### Wapen met burcht
Elk gemeentewapen heeft een officiële beschrijving. Die van Eersel luidt: "In keel een burcht van zilver, verlicht van het veld, gevoegd van sabel, bestaande uit gekanteelde en van een puntgevel voorziene poort, waarin een opgetrokken valhek van sabel voor gesloten deuren, geplaatst voor een hogere en bredere gekanteelde hoofdtoren en door muren verbonden met twee kleinere gekanteelde torens, de burcht vergezeld van een met de bovenhoek over de deuren gaand schuingeplaatst schild van sabel, beladen met drie drielingsbalken van goud en in een schildhoofd van zilver een uitkomende leeuw van keel. Het schild gedekt met een gouden kroon van drie bladeren en twee parels" (keel = rood, sabel = zwart).

### Vlag met leeuw
De gemeentevlag werd vastgesteld bij een besluit van de gemeenteraad. De vlag komt overeen met het kleine schild in het gemeentewapen: een brede zwarte baan met drie drielingsbalken in geel, en een uitkomende leeuw in rood op een witte baan.

## Politiek

### Gemeenteraad
De huidige Eerselse gemeenteraad werd verkozen bij de gemeenteraadsverkiezingen van 16 maart 2022.
| Gemeenteraadszetels | Gemeenteraadszetels | Gemeenteraadszetels | Gemeenteraadszetels | Gemeenteraadszetels | Gemeenteraadszetels | Gemeenteraadszetels | Gemeenteraadszetels |
| Partij              | 1998                | 2002                | 2006                | 2010                | 2014                | 2018                | 2022                |
| ------------------- | ------------------- | ------------------- | ------------------- | ------------------- | ------------------- | ------------------- | ------------------- |
| Eersel Anders       | 0                   | 0                   | 2                   | 2                   | 3                   | 7                   | 8                   |
| PvdA-GroenLinks     | 0                   | 0                   | 3                   | 3                   | 2                   | 2                   | 3                   |
| CDA                 | 7                   | 6                   | 7                   | 6                   | 5                   | 3                   | 2                   |
| VVD                 | 2                   | 2                   | 2                   | 3                   | 2                   | 2                   | 2                   |
| D66                 | 0                   | 0                   | 0                   | 0                   | 3                   | 2                   | 1                   |
| Kernbeleid          | 6                   | 6                   | 3                   | 3                   | 2                   | 1                   | 1                   |
| Zesplus             | 2                   | 3                   | 0                   | 0                   | 0                   | -                   | -                   |
| Totaal              | 17                  | 17                  | 17                  | 17                  | 17                  | 17                  | 17                  |
| Opkomst             |                     |                     |                     | 55,55%              | 53,34%              | 54,87%              | 52,10%              |

### College van B en W
Voor de periode 2014-2018 is een coalitie gevormd door PvdA-GroenLinks, CDA en D66.
Het college van burgemeester en wethouders bestaat uit vier personen:
De voorzitter van het college is burgemeester Wim Wouters.
Hij heeft tevens in portefeuille: veiligheid, handhaving, personeel, centrummanagement, (e-)dienstverlening, personeel en organisatie, participatie (coördinatie), communicatie, toerisme (centrumpromotie, branding)
De drie wethouders zijn:
- Ria van der Hamsvoord-Huijbers (CDA): eerste locoburgemeester, dorpswethouder Knegsel/Vessem, prestatievelden van de WMO, inclusief decentralisatie AWBZ en gezondheid, jeugd en onderwijs, inclusief decentralisatie jeugdzorg en passend onderwijs, kunst en cultuur, sport en accommodatiebeleid
- Chris Tönissen (PvdA-GroenLinks): tweede locoburgemeester, dorpswethouder Wintelre/Duizel, plattelandsontwikkeling, milieu, klimaat en duurzaamheid, ruimtelijke ontwikkeling en grondzaken/vastgoed, archeologie, cultuurhistorie en monumenten, natuur en landschap plus daaraan gekoppelde projecten, water plus daaraan gekoppelde projecten, afval plus daaraan gekoppelde projecten, openbare ruimte
- Liesbeth Sjouw (D66): derde locoburgemeester, dorpswethouder Steensel/Eersel, Participatiewet (inclusief sociale zaken, sociale werkvoorziening en arbeidsmarktregio), economie en mobiliteit (verkeer, vervoer, vliegveld), financiën, recreatie en toerisme (vrijetijdseconomie), Eindhoven Airport

## Natuur
Op 25 april 2008 tijdens het Animal Event 2008 in Safaripark de Beekse Bergen ondertekende de gemeente Eersel de Biodiversiteitverklaring Countdown 2010. Iedere Eerselnaar kon tot 31 maart 2008 stemmen welke diersoort dé natuurambassadeur en het natuursymbool voor Eersel wordt. Er kon gekozen worden tussen de bandheidelibel, geelgors, levendbarende hagedis, oranjetipje, patrijs en de steenuil. Op 28 april 2008 werd bekendgemaakt dat de steenuil als favoriet naar voren kwam en dus is dit voortaan hét symbool van de gemeente Eersel als het gaat om biodiversiteit.

## Monumenten
In de gemeente zijn er een aantal rijksmonumenten, gemeentelijke monumenten, en oorlogsmonumenten, zie:
- Lijst van rijksmonumenten in Eersel (gemeente)
- Lijst van gemeentelijke monumenten in Eersel
- Lijst van oorlogsmonumenten in Eersel
- Lijst van Stolpersteine in Eersel

## Kunst in de openbare ruimte
In de gemeente Eersel zijn diverse beelden, sculpturen en objecten geplaatst in de openbare ruimte, zie:
- Lijst van beelden in Eersel

## Aangrenzende gemeenten
| Aangrenzende gemeenten | Aangrenzende gemeenten | Aangrenzende gemeenten | Aangrenzende gemeenten | Aangrenzende gemeenten |
| ---------------------- | ---------------------- | ---------------------- | ---------------------- | ---------------------- |
|                        |                        | Oirschot               |                        | Eindhoven              |
|                        |                        |                        |                        |                        |
| Bladel                 | Veldhoven              |                        |                        |                        |
|                        |                        |                        |                        |                        |
|                        |                        | Bergeijk               |                        |                        |